# Veronika Bortelová
Veronika Bortelová (ur. 11 czerwca 1978 w Pradze) – czeska koszykarka występująca na pozycji rozgrywającej.

## Osiągnięcia
Na podstawie, o ile nie zaznaczono inaczej.
Drużynowe
- Wicemistrzyni:
  - Czech (1997, 2001–2003, 2005, 2006, 2016)[3]
  - Bułgarii (2009)
- Brązowa medalistka:
  - mistrzostw Czech (1998, 2000, 2004)
  - mistrzostw Polski (2007)
- Zdobywczyni Pucharu Czech (2016)[3]
- Finalistka pucharu:
  - Czech (1997–2005)
  - Polski (2010, 2011)
- 3. miejsce w Pucharze Czech (2006)
- Uczestniczka rozgrywek:
  - Pucharu Ronchetti (1996–2002)
  - Euroligi (2003/04, 2005/06)
  - Eurocup (2002/03, 2004/05, 2007–2011, 2015/16)

Indywidualne
(* – nagrody przyznane przez portal eurobasket.com)
- Najlepsza zawodniczka:
  - występująca krajowa ligi czeskiej (2015)*[4]
  - występująca na pozycji obronnej ligi czeskiej (2015)*[4]
- Defensywna zawodniczka roku ligi czeskiej (2014)*[5]
- Powołana do występu w meczu gwiazd PLKK (2010, 2011 – nie wystąpiła z powodu kontuzji)[6][7]
- Zaliczona do:
  - I składu:
    - ligi czeskiej (2015)*[4]
    - najlepszych zawodniczek krajowych ligi czeskiej (2013, 2015)*[8][4]

  - składu honorable mention ligi czeskiej (2013, 2014, 2016)*[8][5][3]
- Liderka:
  - w asystach ligi czeskiej (2015)[4]
  - w przechwytach ligi czeskiej (2014)[5]
  - PLKK w skuteczności rzutów wolnych (2007)[9]

Reprezentacja
- Wicemistrzyni świata (2010)
- Brązowa medalistka Uniwersjady (1997)
- Uczestniczka:
  - mistrzostw Europy (2001 – 9. miejsce, 2011 – 4. miejsce, 2013 – 6. miejsce, 2015 – 11. miejsce)